# National Airlines (1934–1980)
A National Airlines (1934–1980) foi uma empresa aérea estadunidense. Iniciando-se em 1934, a empresa aérea era conhecida por seus voos costa a costa entre Miami, Los Angeles e Nova Iorque. A Pan American World Airways comprou a National em 1979.

## História

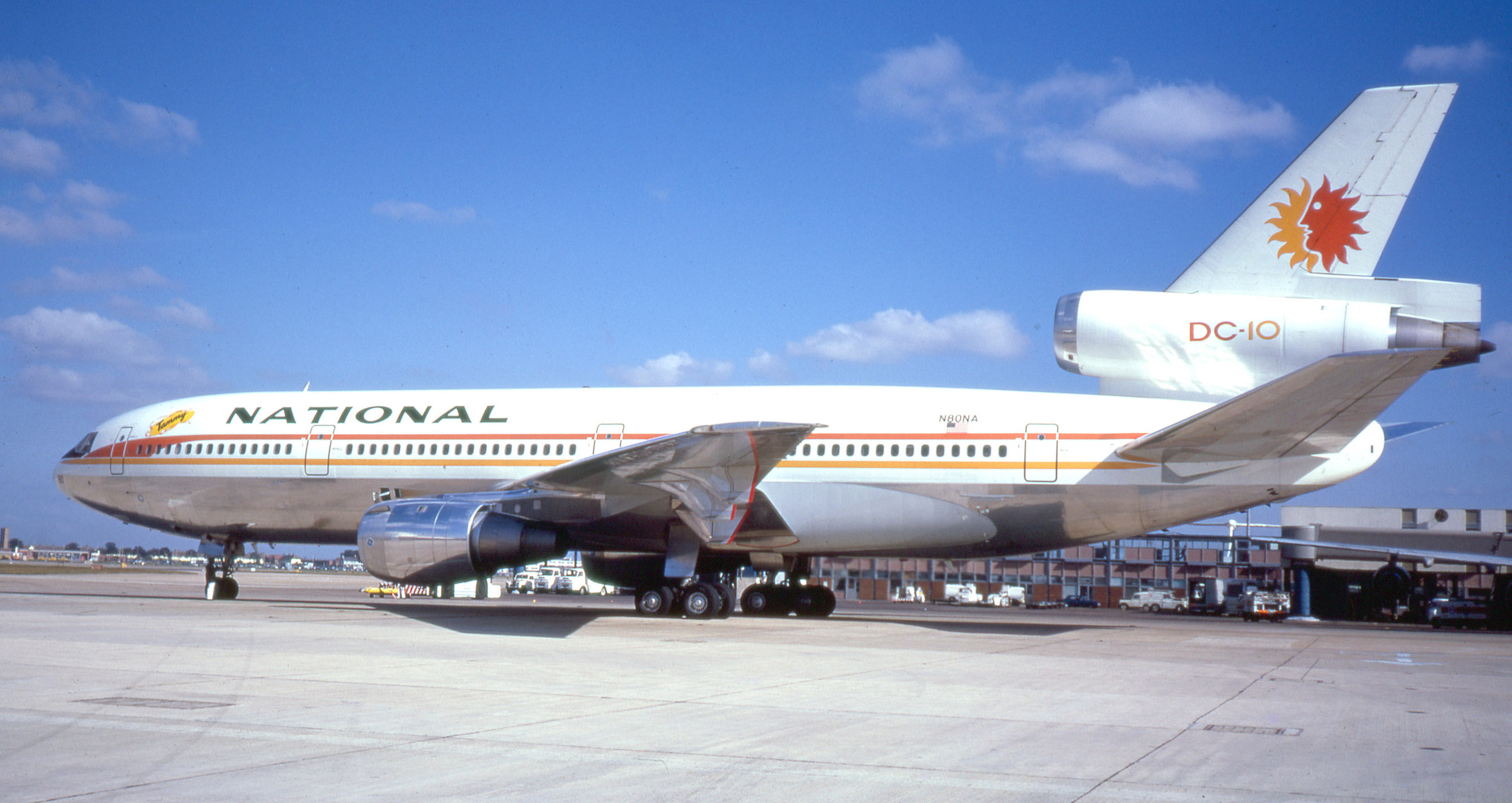
McDonnell Douglas DC-10.

A empresa aérea foi fundada em Jacksonville por George T. Baker. Durante seus primeiros anos, voou principalmente entre a Flórida e o sul dos Estados Unidos. Iniciou o serviço em Havana em 1946 e parou em 1961 por causa do embargo cubano. Na década de 1970, a National começou a voar para cidades europeias como Amsterdã e Londres. A Pan American World Airways concluiu seu processo de fusão com a National em janeiro de 1980.